# 東生駒駅
東生駒駅（ひがしいこまえき）は、奈良県生駒市東生駒一丁目にある、近畿日本鉄道（近鉄）奈良線の駅。副駅名は、帝塚山大学前。駅番号はA18。

## 歴史
もともと奈良線は15 m級小型車両3 - 4連の編成で運転され、大阪側の区間運用は上本町（現在の大阪上本町。2009年3月20日改称） - 近畿日本生駒（現在の生駒。1964年10月1日改称）間を基本としていた。やがて乗客増による輸送力増強のため、1964年7月23日車両限界を拡幅した新生駒トンネルを開通させ、同区間に20m級大型車両4連が運行されるようになると、従来の生駒駅の設備・用地では列車の折返し運用をさせることが困難になった。そこで生駒駅の東側約1.2キロメートル付近に折り返し設備設置可能な本駅を建設したものである。この時に富雄までの線路を南側に付け替え、また駅付近は嵩上げされている。かつては駅西側を南北にくぐる国道168号から小型車時代の線路の構造物を見ることができた。付近には新向谷トンネル（近鉄奈良寄り）もある。

### 年表
- 1968年（昭和43年）3月20日：近鉄奈良線の生駒 - 富雄間に新設開業[1]。
- 2007年（平成19年）4月1日：PiTaPa利用開始[2]。

## 駅構造
通過線2線の間に島式ホーム1面2線を持つ地上駅。ホームは築堤の上にある。
生駒駅管理の有人駅で、PiTaPa・ICOCA対応の自動改札機および自動精算機（回数券カードおよびICカードのチャージに対応）が設置されている。特急券および定期券は専用の自動券売機にて購入可能となっている。

### 1階
- 奈良交通バスターミナル
- Harves1階
- りそな銀行
- コーヒーショップダート(閉店)

### 2階（改札階）
- 定期券・特急券発売窓口
- 駅事務室
- タクシー乗り場
- Herves2階
- マクドナルド
- 京都銀行ATM
- 三井住友銀行ATM

### のりば（3階・奈良線のりば）
| のりば | 路線     | 方向 | 行先               |
| ------ | -------- | ---- | ------------------ |
| 2      | A 奈良線 | 下り | 近鉄奈良方面       |
| 3      | A 奈良線 | 上り | 大阪難波・尼崎方面 |

付記事項
- 1番線・4番線はホームのない通過線（通過列車が使用）のため、ホームとしては欠番となっている。これらの通過線が主本線のため、停車列車が入る2番線と3番線は副本線である。
- ホーム有効長は8両であるが回送列車の待避を考慮して待避線は10両編成まで停車可能となっている。
- 駅奈良寄りにY字形の引き上げ線（有効長6両・東生駒車庫開設直前までは4両）が設置されている。

## 停車列車
- 準急以下の一般列車が停車しており、朝晩および土休日昼間を中心に特急、急行系列車の列車待避が行われている[5]。2006年の改正までは平日の昼間にも東生駒始発終着の普通列車があったため（現在は大阪難波 - 東花園間に短縮）昼間でも急行系列車の追い抜きが行なわれていた。
- 大阪方面から当駅折り返しの普通列車が平日を中心に朝と夕方に運転されている[5]。かつては昼間も運転されていたが、区間準急の新設にともない東花園駅発着に変わった。

## 当駅乗降人員
近年における当駅乗降人員は以下の通り。
- 2023年11月7日：15,224人
- 2022年11月8日：15,381人
- 2021年11月9日：15,295人
- 2018年11月13日：17,682人
- 2015年11月10日：17,685人
- 2012年11月13日：18,135人
- 2010年11月9日：18,948人
- 2008年11月18日：19,357人
- 2005年11月8日：24,548人

## 利用状況
近年の1日平均乗車人員は以下のとおりである。
| 年度               | 1日平均 乗車人員 |
| ------------------ | ---------------- |
| 1985年（昭和60年） | 10,379           |
| 1986年（昭和61年） | 10,902           |
| 1987年（昭和62年） | 11,530           |
| 1988年（昭和63年） | 12,256           |
| 1989年（平成元年） | 12,774           |
| 1990年（平成2年）  | 13,423           |
| 1991年（平成3年）  | 14,157           |
| 1992年（平成4年）  | 14,578           |
| 1993年（平成5年）  | 14,710           |
| 1994年（平成6年）  | 14,804           |
| 1995年（平成7年）  | 15,199           |
| 1996年（平成8年）  | 15,445           |
| 1997年（平成9年）  | 14,824           |
| 1998年（平成10年） | 14,367           |
| 1999年（平成11年） | 14,198           |
| 2000年（平成12年） | 13,843           |
| 2001年（平成13年） | 13,403           |
| 2002年（平成14年） | 13,147           |
| 2003年（平成15年） | 13,097           |
| 2004年（平成16年） | 12,965           |
| 2005年（平成17年） | 12,982           |
| 2006年（平成18年） | 11,074           |
| 2007年（平成19年） | 10,698           |
| 2008年（平成20年） | 10,545           |
| 2009年（平成21年） | 10,228           |
| 2010年（平成22年） | 9,924            |
| 2011年（平成23年） | 9,581            |
| 2012年（平成24年） | 9,498            |
| 2013年（平成25年） | 9,524            |
| 2014年（平成26年） | 8,968            |
| 2015年（平成27年） | 9,116            |
| 2016年（平成28年） | 9,016            |
| 2017年（平成29年） | 9,154            |
| 2018年（平成30年） | 8,826            |
| 2019年（令和元年） | 9,348            |

## 駅周辺

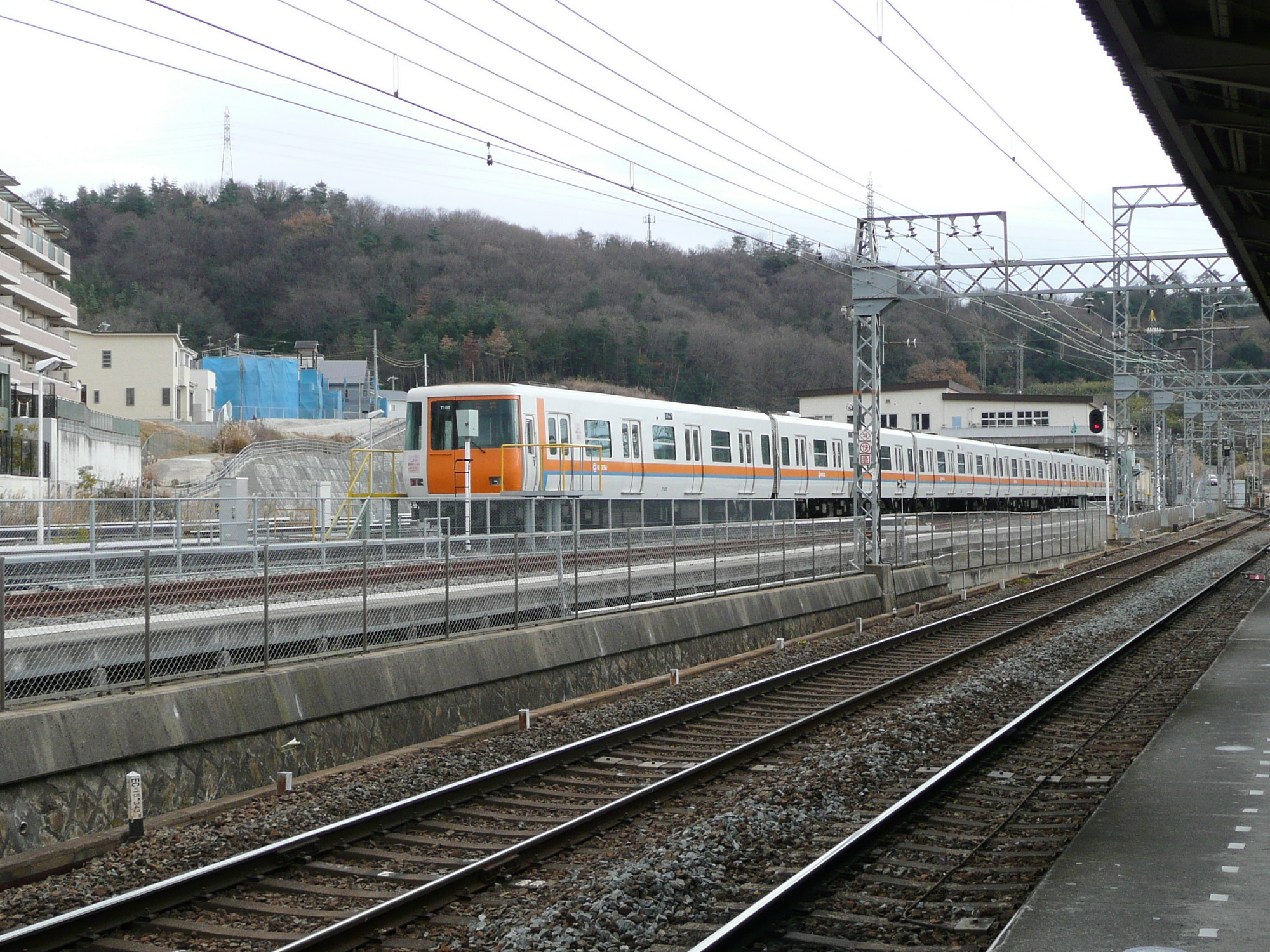
けいはんな線東花園検車区東生駒車庫（2008年1月）

住宅地を基に形成された街が広がっている。
駅北側
- 近鉄けいはんな線東花園検車区東生駒車庫
- 生駒市図書会館
- 洋服の青山生駒店
- 阪奈道路辻町インターチェンジ
- エヌ・アイ・プランニング本社

駅南側
- 近鉄ケーブルネットワーク本社
- 奈良生駒高速鉄道本社
- ゲオ東生駒駅前店
- 南都銀行東生駒支店
- 市営東生駒駅前自転車駐車場
- 国道168号

駅東側
- 帝塚山大学東生駒キャンパス
  - 帝塚山大学附属博物館
- 生駒市立病院
- 奈良西部病院
- 奈良リハビリテーション専門学校
- 東生駒郵便局
- 矢田丘陵遊歩道

駅西側
- 生駒市立生駒小学校
- 生駒市消防本部生駒市消防署

## バス路線
駅前ロータリー内に奈良交通の各路線が発着。停留所名は「東生駒駅」で、全て北大和営業所の担当。
時刻表には記載されていないため一覧からは省略するが、このほかに生駒市の委託を受けて運行される生駒山麓公園ふれあいセンターへの路線（生駒山麓公園ふれあいセンター線）も発着している。
| のりば | 路線名                                   | 系統・行先                     | 備考                             |
| ------ | ---------------------------------------- | ------------------------------ | -------------------------------- |
| 1      | 帝塚山住宅線                             | 74系統：帝塚山住宅             | 日中運行。帝塚山大学経由         |
| 1      | 帝塚山住宅線                             | 75系統：帝塚山住宅             | 朝夕運行                         |
| 1      | 帝塚山スクール線                         | 文系統：帝塚山大学             | 平日・土曜運行。休校日は大幅運休 |
| 2      | 東生駒団地線                             | 62・63系統：小瀬保健福祉ゾーン |                                  |
| 2      | 東生駒団地線                             | 71系統：翠光台                 | 土休日は日中のみの運行           |
| 2      | 東生駒団地線                             | 76系統：さつき台住宅           | 土休日は朝晩のみの運行           |
| 3      | 生駒ニュータウン線                       | 64系統：あすか野センター       | 朝夕運行                         |
| 3      | 生駒ニュータウン線                       | 65系統：あすか野センター       | 日中に運行。あすか野南経由       |
| 3      | 生駒ニュータウン線                       | 165系統：白庭台駅              | 土休日深夜1本のみ運行            |
| 3      | ひかりが丘住宅線                         | 168・172系統：ひかりが丘       |                                  |
| 3      | 63・64・65・165・168・文系統：生駒駅南口 |                                |                                  |

## けいはんな線と東生駒駅
2006年3月27日に近鉄東大阪線の延伸区間（けいはんな線・生駒 - 学研奈良登美ヶ丘間）が開業した。
生駒駅 - 東生駒駅間が事実上の複々線となり、けいはんな線と奈良線は並走している。当初はけいはんな線にも東生駒駅を設置する予定であったが、京阪奈丘陵の宅地開発が予想したほど伸びず、思惑通りの乗客増が見込めないため、建設費の削減目的から駅設置を見送った。ただし、駅北東側にけいはんな線の車両基地である東花園検車区東生駒車庫があるので、車庫線分岐の為の信号場として東生駒信号場は設置されている。

## その他
- 東生駒駅から東生駒車庫へ続く連絡線がある。
- 大阪生駒霊園の最寄り駅に指定されており、当駅から無料送迎バスが運行されている。特に春･秋の彼岸には増発が行われ、墓参りをする客が多数利用する。

## 隣の駅
近畿日本鉄道
A 奈良線
■快速急行・■急行
通過
■準急・■区間準急・■普通
生駒駅 (A17) - 東生駒駅 (A18) - 富雄駅 (A19)
- 括弧内は駅番号を示している。